# Complex Memorial Estatal de Médnoie
El Complex Memorial Estatal de Médnoie és un memorial situat a Médnoie (Rússia) fundat l'any 1996 després d'un acord entre Rússia i Polònia. És un espai dedicat a la memòria històrica i a la reflexió.

## Descripció
El complex està dividit en dues parts que mostren les diferents èpoques en les que es mataren víctimes russes i poloneses. La visita comença amb un itinerari a través del bosc on els visitants es troben amb les quatre fosses comunes on hi ha les restes de 5.100 habitants de la regió de Tver i 296 tombes de soldats soviètics que moriren durant la Segona Guerra Mundial. Al llarg del recorregut per aquest espai commemoratiu també es poden veure petits memorials a les víctimes i una exposició permanent a l'aire lliure, que mostra pintures, fotografies, cartes i objectes de record de les víctimes. Finalment, el visitant, en el museu del complex, a través de documents audiovisuals, objectes i diferents plafons explicatius, s'assabenta de les històries de repressió política patides pels habitants de la regió de Tver durant el règim soviètic. Membre de la Coalició Internacional d'Espais de Consciència (www.sitesofconscience.org).

## Context
Durant el període conegut com la Gran Purga (1937-1938) van ser molts els ciutadans de la Unió Soviètica que van ser víctimes de la repressió i la persecució política a gran escala. Durant aquest període, 5.100 ciutadans de la regió de Tver van ser detinguts, empresonats i assassinats, i tot seguit els seus cossos van ser enterrats a les fosses comunes del bosc de Médnoie. L'any 1939, després del pacte Mólotov-Ribbentropp, la part oriental de Polònia es va annexionar a l'URSS i milers d'oficials polonesos van ser enviats a diferents parts de la Unió Soviètica. Més de 6.000 d'aquest oficials van ser traslladats a la regió de Tver. L'any 1940 Stalin en va ordenar l'execució i els seus cossos també van ser enterrats al bosc de Médnoie, al costat d'altres víctimes del règim totalitari soviètic.